# Lluís Vidal
Lluís Vidal Prats (* 1954 in Barcelona) ist ein spanischer Pianist und Komponist, der sowohl im Jazz als auch als Interpret Neuer Musik und Ensembleleiter Bedeutung hat.

## Leben und Wirken
Vidal lernte Klavier, Solfeggio und Kontrapunkt, unter anderem am Conservatorio Superior Municipal de Música von Barcelona. Er arbeitete zunächst als Mitglied der Gruppe des Liedermachers Ramon Muntaner, mit dem er seit 1975 drei Alben einspielte. Daneben beschäftigte er sich als Autodidakt mit dem Jazz. 1977 gründete er das Quartett Catalònia (gleichnamiges Album 1980 auf Cúspide) zusammen mit dem Saxophonisten Antonio Peral, dem Bassisten Rafael Escoté und dem Schlagzeuger Ángel Pereira, mit dem er auch ein Schlagzeug- und Klavierduo betrieb.
Ab 1982 arbeitete Vidal mit seinem eigenen Jazztrio, das zudem Musiker wie Dave Liebman (gemeinsames Album auf Fresh Sound Records 1997), John Abercrombie, Kenny Wheeler, Mark Feldman und Gerard Presencer begleitete, aber auch mit Sinfonieorchestern und Kammerensembles auftrat und 2009 auf dem Album Mompiana mit Dave Douglas und Perico Sambeat Stücke von Mompou interpretierte. Derzeit gehören zu seinem Trio der Schlagzeuger David Xirgu und der Kontrabassist David Mengual; sein Repertoire besteht aktuell aus Eigenkompositionen und eigensinnigen Interpretationen katalanischer Volkslieder.
1983 gründete Vidal  zudem das Jazzensemble Onix mit dem portugiesischen Kontrabassisten Zè Eduardo, dem amerikanischen Trompeter Michael Kaupa (später ersetzt durch den Gitarristen Josep Albert Cubero) und dem Schlagzeuger Jorge Rossy, das intensiv tätig war. 1987 gründete er zusammen mit Mario und Jorge Rossy und Perico Sambeat die Gruppe Ictus, mit der er gleichfalls Alben veröffentlichte. 2004 bildete er ein Duo mit der Sängerin Carme Canela (Univers Miles).
1985 gründete Vidal zusammen mit Josep Pons und Jaume Cortadellas das Orquestra de Cambra Teatre Lliure, das sich der Interpretation von klassischer Musik des 20. Jahrhunderts widmete, mit dem er bei renommierten Festivals in Europa aufgetreten ist und als Solist etwa Manuel de Fallas „Konzert für Cembalo und fünf Instrumente“ und Josep Solers „Concert de cambra“ interpretiert hat (Aufnahmen für Harmonia Mundi). Er war für diesen langjährig bestehenden Klangkörper auch als künstlerischer und musikalischer Leiter und als Komponist tätig.
Nach Ankunft des argentinischen Bandoneonisten Pablo Mainetti in Spanien gründete Vidal zudem 1995 zusammen mit Horacio Fumero am Kontrabass und Pere Bardagí an der Violine das Ensemble Araca, das ein Repertoire an Tango Nuevos interpretierte.
Als Komponist schrieb er sowohl für Jazzensembles als für solche der Klassik (bis hin zum Sinfonieorchester), aber auch Stücke, die zum Third Stream zu rechnen sind wie die Suite Portugalia (1994) für Bläseroktett und Jazztrio oder La llegenda de Sant Jordi (2009) für ein traditionell besetztes Coblaensemble und Jazztrio.
Ab 1979 unterrichtete er Klavier und Combo an der Aula de Música Moderna i Jazz in Barcelona und später an der Taller de Músics in Barcelona, deren musikalischer Leiter er zeitweilig war. Daneben nahm er als Dozent an mehreren Seminaren teil, die die International Association of Jazz Schools organisierte (ISAJ) in Dublin (1991), Siena (1992), Graz (1993) und New York (1994) organisiert werden. An der 2001 gegründeten Escola Superior de Música de Catalunya ist er als Professor an der Abteilung für Jazz und Moderne Musik tätig.

## Diskographische Hinweise
- Lluís Vidal Trio: Cançons Populars (Origen 1988, mit Mario und Jordi Rossy)
- Piano Solo (Fresh Sound 1992)
- Canela & Vidal: Univers Miles (Fresh Sound 2004)
- Lluís Vidal, David Xirgu: Carla Bley Songbook (Bandcamp 2022)